# (5187) Domon
(5187) Domon (1990 TK1) – planetoida z grupy pasa głównego asteroid okrążająca Słońce w ciągu 5,01 lat w średniej odległości 2,93 j.a. Odkryta 15 października 1990 roku.